# 兀魯·穆罕默德
兀魯·穆罕默德（？—1445年），金帳汗國曾兩次執政的汗和喀山汗國的創始人。

## 在位
兀魯·穆罕默德在賈巴爾·別兒迪死後上台，他部落控制權的主要競爭對手為是他的表兄弟德夫萊特·別兒迪，賈巴爾·別兒迪的兒子。當時汗國分裂，因此多位汗並立。
1422年八刺汗擊敗了兀魯·穆罕默德和德夫萊特·別兒迪並將其逐出國門。兀魯·穆罕默德逃到立陶宛大公國和請求維陶塔斯援助，有了這種援助，使他能夠復位。
但在1430年代再次失去對汗國的控制和向東逃離，在那裡他奪取喀山並成為喀山汗國的奠基者。從該位置，他發動了一系列針對莫斯科公國的成功戰爭並俘虏瓦西里二世。
1445年，他被自己的兒子馬赫第提克暗殺，後者則在在位期間正式建立喀山汗國。

## 家庭
兀魯·穆罕默德最有可能是脱脱迷失之孫，札蘭丁·汗之子。

## 祖先
- 成吉思汗
- 朮赤
- 禿花帖木兒
- 兀倫·帖木兒
- Saridja
- 禿剌·帖木兒
- 禿花·帖木兒
- Kendjé-Tok-Timour
- 阿里·别克-圖拉·帖木兒
- 哈桑 塔克·帖木兒
- 兀魯·穆罕默德
- 雅庫伯
- 謝赫·艾哈邁德
- 侯賽因 - 伊凡·瓦西里维奇
- 伊凡諾維奇
- 蒂莫菲爾·伊凡諾維奇
- 伊凡·蒂莫菲耶維奇
- 彼得·伊凡諾維奇
- 米哈伊爾·彼得羅維奇
- 安德烈·米海洛維奇
- Prokhor AndréÏevitch
- Alexandre Prokhorovitch
- 亞歷克西斯·亞歷山德羅維奇
- 喬治·亞歷克西斯維奇
- 西里爾·亞歷克西斯維奇
- 亞歷山大·亞歷克西斯維奇

| 前任者： 哈只·穆罕默德 | 金帳汗國君主 1419年–1423年 | 繼任者： 八剌汗        |
| 前任者： 八剌汗        | 金帳汗國君主 1426年–1427年 | 繼任者： 八剌汗        |
| 前任者： 八剌汗        | 金帳汗國君主 1428年–1432年 | 繼任者： 乞赤黑·马哈麻 |
| 新頭銜                 | 喀山汗國君主 1437年–1445年 | 繼任者： 馬哈茂德汗    |